# Molophilus (Superbomolophilus) cooloola
Molophilus (Superbomolophilus) cooloola is een tweevleugelige uit de familie steltmuggen (Limoniidae). De soort komt voor in het Australaziatisch gebied.